# 12130 Муса
12130 Муса (12130 Mousa) — астероїд головного поясу, відкритий 9 вересня 1999 року.
Тіссеранів параметр щодо Юпітера — 3,380.